# Clădirea fostei școli primare (Șipca)
Clădirea fostei școli primare este o clădire amplasată în Șipca, Unitățile Administrativ-Teritoriale din Stînga Nistrului, Republica Moldova. Este un monument istoric și arhitectural de importanță națională inclus în Registrul monumentelor Republicii Moldova ocrotite de stat cu nr. 521 (raionul Grigoriopol). Datează din înc sec. XX.